# Sandra Hagelstam
Sandra Hagelstam, född 1987 i Sibbo, är en finlandssvensk bloggare, influerare och modedesigner och företagare bosatt i London och Helsingfors. Hennes familjebakgrund är i Fazerkoncernens ägarsläkt.
Hagelstam uppnådde status som populär modebloggare i Storbritannien vid tidigt 2010-tal under sin studietid vid London College of Fashion. Hennes webbplats heter 5 inch and up, med hänvisning till sin egen längd och högklackade skor. Bloggen hade som bäst en halv miljon läsare per månad.
Som designer har Hagelstam arbetat för bland andra Nelly.com och River Island.
Hagelstam lade ner sin blogg i början av 2020 och omlancerade webbplatsen som webbutik specialiserad på toppdesignade klackskor. Hagelstam hävdar att högklackade skor utgör en nisch som tidigare inte bevakats noggrant av media och communitys på internet, till skillnad från till exempel internetkulturen kring sneakers för män.
Utöver modebranschen har Hagelstam medverkat i Blod, svett och t-tröjor (2020), en av Yle producerad dokumentärserie om modebranschens etiska problem samt debuterat som skådespelare i den brittiska filmen After Louise (2019).